# Kaplica Świętego Krzyża w Łukowicy
Kaplica Świętego Krzyża w Łukowicy – murowana kaplica na zabytkowym cmentarzu administrowanym przez parafię pw. św. Andrzeja w Łukowicy. Kaplica wybudowana została w XVIII wieku, w miejscu starszej z XVI wieku. Podczas przebudowy w XIX wieku nadano jej cechy neogotyckie poprzez wzniesienie oryginalnej fasady, którą jednak rozebrano w latach 50. XX wieku. Obecnie jest to budynek murowany, kryty blachą, zwieńczony niewielką wieżyczką na sygnaturkę. Kaplica otwierana jest w dzień Wszystkich Świętych.